# Euphorbia apurimacensis
Euphorbia apurimacensis là một loài thực vật thuộc họ Euphorbiaceae. Đây là loài đặc hữu của Peru.